# Vinstreepzalm
De Vinstreepzalm (Hemigrammus unilineatus) is een straalvinnige vissensoort uit de familie van de karperzalmen (Characidae). De wetenschappelijke naam van de soort is voor het eerst geldig gepubliceerd in 1858 door Gill. De soort is de typesoort van het genus Hemigrammus en de typelocatie is Trinidad.
Géry beschreef in 1959 een ondersoort H. u. cayennensis (typelocatie Cayenne, Frans Guiana) maar dit wordt als synoniem van H. u. unilineatus gezien.
Het verspreidingsgebied omvat een groot deel van noordelijk Zuid-Amerika, van Trinidad, Venezuela, de Guiana's tot Brazilië en Peru.
De vis komt voor in traagstromende rivieren, zijriviertjes, afgesneden bochten en sloten, soms in helder water, maar ook in modderig en troebel water. Hij voedt zich voornamelijk met kleine ongewervelde diertjes.
De vis is een niet erg algemene aquariumvis die in scholen van ten minste 6 exemplaren tot zijn recht komt en goed met andere Hemigrammus of Hyphessobrycon-soorten samen in een bak gaat. De soort wordt ook gekweekt en is sinds 1910 in de aquaristiek bekend. Een studie in een wisselvallige stroom op Trinidad liet zien dat de soort in het wild vooral in de regentijd paaigedrag vertoont.
De vis kan gemakkelijk verward worden met Moenkhausia hemigrammoides. Het enige uiterlijke kenmerk waaraan het verschil te zien is, is dat Hemigrammus een zijlijn heeft die slechts de helft van het lichaam doorloopt, terwijl bij M. hemigrammoides de lijn over het hele lichaam doorloopt.